# Propriedades físico-químicas
Propriedade físico-química é toda e qualquer propriedade da matéria. Classicamente, matéria é tudo que ocupa lugar no espaço e tenha massa. Contudo, a física moderna entende a matéria e a energia como dois aspectos de uma mesma natureza.

## Definição
Uma propriedade físico-química é uma propriedade mensurável que descreve uma característica quantitativa da matéria.

## Classificação
Uma propriedade é uma qualidade inerente a um determinado objeto. Uma propriedade pode ser dividida da seguinte maneira: 
- propriedade qualitativa
- propriedade quantitativa

- propriedade extensiva
- propriedade intensiva

Uma 'propriedade qualitativa' é uma propriedade que, pelo menos a princípio, não pode ser quantificada (embora possa ser posta em correspondencia, até um certo ponto, com propriedades quantitativas, como veremos)
Geralmente uma propriedade qualitativa é uma propriedade
organoléptica, isto, uma propriedade que fere diretamente os sentidos.

Uma propriedade qualitativa carrega sempre uma dose de subjetividade, já que envolve uma interpretação consciente ou inconsciente.

Exemplos de propriedades qualitativas são a cor, o sabor, o odor, o timbre e a textura
Mesmo não sendo diretamente mensuráveis, as propriedades qualitativas podem ter uma certa correspondencia com as propriedades quantitativas. A cor vermelha (qualitativa) corresponde ao comprimento de onda (quantitativa) por volta de 760 nm.
Uma 'propriedade quantitativa' é uma propriedade que pode ser associada a um ou mais números. Ela sempre corresponde a uma grandeza, de natureza escalar, vetorial ou ainda tensorial.